# Nathan Johnson (Musiker)
Nathan Tyler Johnson (* 4. August 1976 in Washington, D.C.) ist ein US-amerikanischer Filmkomponist und Musikproduzent.

## Leben
Nathan Johnson, geboren in Washington, D.C., wuchs im US-Bundesstaat Colorado auf. Nach einigen Jahren in England kehrte Johnson Mitte der 2000er Jahre in die Vereinigten Staaten zurück. Für den Film Brick, Spielfilmdebüt seines Cousins Rian Johnson, komponierte er die Filmmusik. Seitdem schuf er für alle Filmen Rian Johnsons mit Ausnahme von Star Wars: Die letzten Jedi die Filmmusik.
Im Jahr 2022 wurde er in die Academy of Motion Picture Arts and Sciences (AMPAS) berufen, die alljährlich die Oscars vergibt.

## Filmografie
- 2005: Brick
- 2007: Blue State – Eine Reise ins Blaue (Blue State)
- 2008: Brothers Bloom (The Brothers Bloom)
- 2011: Et soudain, tout le monde me manque
- 2012: Looper
- 2013: Don Jon
- 2014: Infamous: Second Son (Videospiel)
- 2014: Young Ones
- 2014: Kill the Messenger
- 2019: Knives Out – Mord ist Familiensache (Knives Out)
- 2021: Nightmare Alley
- 2022: Glass Onion: A Knives Out Mystery